# Happiness (Jonathan Jeremiah)
Happiness is een nummer van de Britse singer-songwriter Jonathan Jeremiah. Het nummer verscheen op zijn debuutalbum A Solitary Man uit 2011. Op 14 maart van dat jaar werd het nummer uitgebracht als de tweede single van het album.

## Achtergrond
Happiness is geschreven en geproduceerd door Jeremiah zelf. In een interview met het tijdschrift Elle vertelde hij dat het zijn favoriete nummer op het album is. Verder zei hij erover: "Dat nummer schreef ik in Amerika, achter Grand Central Station. Ik kwam net uit Londen en in miste mijn familie en vrienden, toen ik merkte dat ik dit echt wilde doen en nummers wilde schrijven." In een interview met hitparade.ch vertelde hij over de productie van het album en het nummer: Oversized, maar ik kon het me niet veroorloven om te veel dingen tegelijk te doen. Voor het nummer Happiness moesten we alles op één dag opnemen, ik kon niet gewoon zeggen: 'Oké, dat was goed, kom morgen terug'. Ik moest precies weten wat ik wilde. Ik had veel ideeën van andere producers en artiesten die me goede tips gaven, die ik kon gebruiken."
Happiness werd alleen een kleine hit in Nederland en Vlaanderen. Het kwam, ondanks een heruitgave in de herfst van 2011, niet terecht in de Nederlandse Top 40 en bleef in plaats daarvan steken op de elfde plaats in de Tipparade. Daarentegen haalde het wel de Single Top 100, met een 38e plaats als hoogste notering. In Vlaanderen behaalde het de 25e plaats in de Ultratop 50. In de videoclip loopt Jeremiah alleen terwijl hij het nummer zingt. Hij loopt langs het strand, over een pad en door het bos voordat hij in een stad terechtkomt. De clip eindigt met Jeremiah die op het punt staat om bij een huis aan te kloppen.

## Hitnoteringen

### Single Top 100
| Hitnotering week 1 t/m 8: 09-04-2011 t/m 28-05-2011 Hitnotering week 9 t/m 10: 16-07-2011 t/m 23-07-2011 | Hitnotering week 1 t/m 8: 09-04-2011 t/m 28-05-2011 Hitnotering week 9 t/m 10: 16-07-2011 t/m 23-07-2011 | Hitnotering week 1 t/m 8: 09-04-2011 t/m 28-05-2011 Hitnotering week 9 t/m 10: 16-07-2011 t/m 23-07-2011 | Hitnotering week 1 t/m 8: 09-04-2011 t/m 28-05-2011 Hitnotering week 9 t/m 10: 16-07-2011 t/m 23-07-2011 | Hitnotering week 1 t/m 8: 09-04-2011 t/m 28-05-2011 Hitnotering week 9 t/m 10: 16-07-2011 t/m 23-07-2011 | Hitnotering week 1 t/m 8: 09-04-2011 t/m 28-05-2011 Hitnotering week 9 t/m 10: 16-07-2011 t/m 23-07-2011 | Hitnotering week 1 t/m 8: 09-04-2011 t/m 28-05-2011 Hitnotering week 9 t/m 10: 16-07-2011 t/m 23-07-2011 | Hitnotering week 1 t/m 8: 09-04-2011 t/m 28-05-2011 Hitnotering week 9 t/m 10: 16-07-2011 t/m 23-07-2011 | Hitnotering week 1 t/m 8: 09-04-2011 t/m 28-05-2011 Hitnotering week 9 t/m 10: 16-07-2011 t/m 23-07-2011 | Hitnotering week 1 t/m 8: 09-04-2011 t/m 28-05-2011 Hitnotering week 9 t/m 10: 16-07-2011 t/m 23-07-2011 | Hitnotering week 1 t/m 8: 09-04-2011 t/m 28-05-2011 Hitnotering week 9 t/m 10: 16-07-2011 t/m 23-07-2011 | Hitnotering week 1 t/m 8: 09-04-2011 t/m 28-05-2011 Hitnotering week 9 t/m 10: 16-07-2011 t/m 23-07-2011 | Hitnotering week 1 t/m 8: 09-04-2011 t/m 28-05-2011 Hitnotering week 9 t/m 10: 16-07-2011 t/m 23-07-2011 |
| Week | 1 | 2 | 3 | 4 | 5 | 6 | 7 | 8 | | 9 | 10 | |
| --- | --- | --- | --- | --- | --- | --- | --- | --- | --- | --- | --- | --- |
| Positie                                                                                                  | 43 | 38 | 58 | 80 | 72 | 95 | 74 | 97 | uit | 52 | 98 | uit |

### NPO Radio 2 Top 2000
| Nummer met noteringen in de NPO Radio 2 Top 2000 | '12  | '13  | '14  | '15 | '16  | '17  | '18  | '19  | '20  | '21  | '22  | '23  | '24  |
| ------------------------------------------------ | ---- | ---- | ---- | --- | ---- | ---- | ---- | ---- | ---- | ---- | ---- | ---- | ---- |
| Happiness                                        | 1509 | 1229 | 1503 | 768 | 1207 | 1265 | 1070 | 1414 | 1562 | 1730 | 1535 | 1803 | 1948 |

1. ↑  Een vetgedrukt getal geeft de hoogste notering aan.
2. ↑  2012 was het eerste jaar met een notering voor dit nummer.